# Вильганьон, Николя Дюран де
Николя́ Дюра́н де Вильганьо́н (фр. Nicolas Durand de Villegaignon, 1510—1571) — рыцарь Мальтийского ордена,  французский флотоводец, вице-адмирал Бретани.

## Биография
Николя Дюран родился в 1510 году в Вильганьоне (современный департамент Сена и Марна), Франция; он был племянником великого магистра Мальтийского ордена Филиппа Вилье де Лиль-Адана. В 1521 году он сам стал рыцарем Ордена и поэтому, несмотря на существование франко-турецкого альянса, принял участие во многих сражениях с османами. Так, в 1541 году он участвовал в Алжирской экспедиции, с 1542 по 1546 годы воевал в Венгрии.
В 1548 году Николя Дюран де Вильганьон командовал французским флотом, который вывез из Шотландии во Францию пятилетнюю Марию Стюарт. В марте 1549 года он принял участие в захвате замка Фернихёрст, а затем именно он разработал план дальнейших боевых действий в Шотландии против англичан.
В 1551 году Николя Дюран де Вильганьон участвовал в отражении османского десанта на Мальте, предшествовавшего высадке на остров Гоцо. Позднее он присутствовал при осаде Триполи, о чём оставил записки в 1553 году.
В 1555 году Николя Дюран де Вильганьон с санкции короля Генриха II решил попытаться основать французскую колонию в Южном полушарии. 1 ноября 1555 года его небольшая флотилия из двух судов, на борту которых находились 600 солдат и колонистов-гугенотов, бросила якорь в заливе Гуанабара. На острове Серигипе колонистами был построен форт Колиньи, названный так в честь адмирала-гугенота Гаспара II де Колиньи. В следующем году Вильганьон отправил один из кораблей в Европу, чтобы он призвал новых колонистов, и вскоре в колонию прибыло ещё три корабля, доставившие 300 новых колонистов, в том числе 14 швейцарцев-кальвинистов. Из-за наличия представителей различных христианских конфессий, в колонии начались трения на религиозной почве, и разочаровавшийся в успехе мероприятия Вильганьон в 1558 году вернулся в Европу, не увидев, как колонию уничтожили португальцы.
В 1560 году Николя Дюран де Вильганьон вызвал на теологический диспут Жана Кальвина, однако последний отказался от участия в споре. Позднее Вильганьон активно выступал против протестантов, и принял участие в подавлении Амбуазского заговора. В 1561 году Пьер Ришер опубликовал памфлет «Réfutation des folles resveries, excecrable blasphèmes, erreurs et mensonges de Nicolas Durand, qui se nomme Villagagnon», направленный против действий Вильганьона в Бразилии.
С 1568 года Николя Дюран де Вильганьон стал представителем Мальтийского ордена при французском дворе. Позднее он стал командором Мальтийского ордена в Бове, где и скончался 9 января 1571 года.

## В кино
- «Красный цвет Бразилии» (Rouge Brésil) — режиссер Сильвен Аршамбо (Франция, Бразилия, 2012); в роли Вильганьона — Стеллан Скарсгард